# Estación de Cantabria
Cantabria es una estación de la línea ML-3 del Metro Ligero Oeste situada junto a la avenida del mismo nombre, frente a la ciudad financiera del Banco Santander, al oeste del polígono industrial Prado del Espino de Boadilla del Monte. Abrió al público el 27 de julio de 2007.
Su tarifa corresponde a la zona B2 según el Consorcio Regional de Transportes.

## Accesos
- Cantabria Avda. Cantabria, s/n

## Líneas y conexiones

### Metro Ligero
| << cabecera    | < estación       | línea | estación >         | cabecera >>        |
| -------------- | ---------------- | ----- | ------------------ | ------------------ |
| Colonia Jardín | Prado del Espino |       | Ferial de Boadilla | Puerta de Boadilla |

### Autobuses
| Diurnos |                                               |                                            |                  |
| Línea   | Destino                                       | Parada                                     | Operador         |
| 574     | Boadilla del Monte (por la ciudad financiera) | 18281 Av. Cantabria-Est. Cantabria (N.º 3) | Empresa Boadilla |
| 574     | Madrid (Aluche)                               | 18282 Av. Cantabria-Est. Cantabria (S/N)   | Empresa Boadilla |